# Rocky Mattioli
Rocky Mattioli, all'anagrafe Rocco Mattioli (Ripa Teatina, 20 luglio 1953), è un ex pugile italiano naturalizzato australiano.
È stato campione del mondo WBC dei pesi medi junior tra il 1977 e il 1979.

## Biografia
Mattioli nacque a Ripa Teatina, lo stesso comune abruzzese da cui emigrarono negli Stati Uniti i genitori di Rocky Marciano, uno dei più grandi pesi massimi della storia del pugilato. All'età di 6 anni emigrò anche lui, con la famiglia, in Australia.

## Carriera

### Professionismo
Mattioli iniziò a boxare come professionista nel 1970, in Australia, dove si distinse per la combattività e la potenza di pugno, conquistando il titolo australiano dei welter e mantenendolo fino al 1975, quando si trasferì in Italia. Tra gli avversari battuti nettamente ai punti, l'anziano sfidante di Duilio Loi ed ex campione del mondo dei welter junior, Eddie Perkins. L'11 aprile 1975, a Melbourne, mise KO al 5º round l'ex campione del mondo dei pesi welter Billy Backus. Poi ebbe una battuta d'arresto, sconfitto ai punti in dieci riprese da Harold Weston, che aveva impegnato Bruno Arcari in un match al limite dei welter.
Giunto in Italia, nella scuderia di Umberto Branchini, sconfisse per Kot al 7º round il danese Jørgen Hansen, già sfidante di Arcari al titolo mondiale WBC dei welter junior.
Nel 1976, a Milano, Mattioli costrinse al pareggio in dieci round al limite dei 69,8 kg (pesi medi junior) Bruno Arcari, dopo dieci anni di vittorie ininterrotte, in uno degli ultimi match combattuti dal pugile di Atina. All'ottavo round, Mattioli, tornò all'angolo con uno zigomo ferito dai colpi dell'avversario. Si rifece vincendo la nona e, soprattutto, l'ultima intensa ripresa. L'italo-australiano portò un attacco terrificante e Arcari rischiò il Ko. Finì anche al tappeto per una scivolata ma, stringendo i denti, riuscì a rialzarsi e a terminare l'incontro. Il match finì in parità. Un giudice si espresse a favore di Arcari e due per il pari. In ogni caso, Mattioli mise in evidenza che Arcari, a trentaquattro anni suonati, aveva ormai forti difficoltà a sostenere alla distanza il ritmo di un match tirato, ancorché di sole dieci riprese. 
Ottenuta la possibilità di combattere per il titolo mondiale WBC, il 6 agosto 1977 Mattioli conquistò, alla Deutschlandhalle di Charlottenburg, la cintura della categoria dei medi junior, battendo per KO al 5º round il pugile di casa Eckhard Dagge. È stato il terzo italiano a conquistare il titolo mondiale all'estero, dopo Carnera e Benvenuti e, nella categoria, successe a campioni come Mazzinghi, lo stesso Benvenuti e Bossi.
Difese vittoriosamente il titolo l'11 marzo 1978, a Melbourne, sconfiggendo il bahamense Elisha Obed, per KO alla settima ripresa e il 14 maggio successivo, a Pescara, quando pose fine alla carriera dell'ex campione del mondo José Durán, per KO alla quinta ripresa.
Mattioli perse il titolo mondiale il 4 marzo 1979, contro Maurice Hope, combattendo nonostante avesse riportato una frattura alla mano destra, dopo essere scivolato per terra atterrando rovinosamente sulla mani destra. Nonostante questo Mattioli continuò per qualche minuto l'incontro usando solo il braccio sinistro; ma l'incontro fu interrotto per knock-out tecnico al termine dell'8º round proprio per l'impossibilità del pugile italiano di proseguire a causa dell'infortunio.
Nel 1980 Mattioli perse anche la rivincita contro Hope, sempre con il mondiale in palio, per KOT all'undicesimo round.
Si ritirò nel 1982 dopo un tour negli Stati Uniti, dove sconfisse pugili di importanza minore.
Ha disputato in carriera 74 incontri, di cui 65 vinti (52 per KO), 7 persi e 2 terminati con un risultato di parità. Nel 2004 è stato inserito nella Australian National Boxing Hall of Fame.

### Dopo il ritiro
Terminata la carriera agonistica si stabilì a Milano dove tutt'oggi lavora come istruttore atletico in una nota palestra del centro. È comparso nei videoclip Non è un film degli Articolo 31 e Hiyet Jdida di KarKadan nonché nel programma Ti aspetto fuori nel 2015.